# Banareia villosa
Banareia villosa är en kräftdjursart som först beskrevs av M. J. Rathbun 1906.  Banareia villosa ingår i släktet Banareia och familjen Xanthidae. Inga underarter finns listade i Catalogue of Life.